# Oswald Tötsch
Oswald Tötsch (Vipiteno, 17 gennaio 1964) è un ex sciatore alpino italiano.

## Biografia
Atleta specialista delle prove tecniche, Oswald Tötsch fu uno dei punti di forza della nazionale italiana negli anni 1980. Il suo primo risultato di rilievo in carriera fu la medaglia d'argento vinta nello slalom speciale ai Mondiali juniores di Auron 1982; in Coppa del Mondo ottenne il primo piazzamento a punti il 12 febbraio 1983 a Markstein nella medesima specialità (14º). L'anno dopo partecipò ai XIV Giochi olimpici invernali di Sarajevo 1984, suo esordio olimpico, ottenendo il 15º posto nello slalom gigante e il 5º nello slalom speciale. Nel 1985 ottenne, il 13 gennaio a Kitzbühel, il primo podio in Coppa del Mondo (2º nello slalom speciale della Ganslern) e in febbraio partecipò ai Mondiali di Bormio, suo esordio iridato, classificandosi 9º nello slalom gigante.
Nella stagione 1986-1987 colse i suoi ultimi due podi in Coppa del Mondo, due terzi posti (il 14 dicembre nello slalom gigante della Gran Risa in Alta Badia e il 21 dicembre nello slalom speciale di Hinterstoder) e partecipò ai Mondiali di Crans-Montana, sua ultima presenza iridata, dove fu 9º nello slalom gigante e 11º nello slalom speciale. Ai XV Giochi olimpici invernali di Calgary 1988, sua ultima presenza olimpica, si classificò 8º nello slalom speciale e 18º nella combinata; si ritirò dall'attività agonistica nel 1990 e il suo ultimo piazzamento in Coppa del Mondo fu il 14º posto ottenuto nello slalom speciale di Schladming del 12 gennaio.

## Palmarès

### Mondiali juniores
- 1 medaglia:
  - 1 argento (slalom speciale ad Auron 1982)

### Coppa del Mondo
- Miglior piazzamento in classifica generale: 16º nel 1985
- 3 podi (1 in slalom gigante, 2 in slalom speciale):
  - 1 secondo posto
  - 2 terzi posti

### Campionati italiani
- 3 medaglie[2]:
  - 1 oro (slalom speciale nel 1984)
  - 2 bronzi (slalom gigante nel 1983; slalom speciale nel 1990)